# Lavoisiera phyllocalycina
Lavoisiera phyllocalycina är en tvåhjärtbladig växtart som beskrevs av Célestin Alfred Cogniaux. Lavoisiera phyllocalycina ingår i släktet Lavoisiera och familjen Melastomataceae. Inga underarter finns listade i Catalogue of Life.